# Первомайська сільська рада (Глухівський район)
Первома́йська сільська́ ра́да — колишній орган місцевого самоврядування у Глухівському районі Сумської області. Адміністративний центр — село Первомайське.

## Загальні відомості
- Населення ради: 850 осіб (станом на 2001 рік)

## Населені пункти
Сільській раді підпорядковані населені пункти:
- с. Первомайське
- с-ще Есмань
- с. Жалківщина
- с. Масензівка
- с. Нарбутівка
- с. Перше Травня

## Склад ради
Рада складається з 12 депутатів та голови.
- Голова ради: Кулініч Любов Петрівна
- Секретар ради: Матяш Світлана Петрівна

### Керівний склад попередніх скликань
| Прізвище, ім'я, по батькові | Основні відомості                                                                       | Дата обрання | Дата звільнення |
| --------------------------- | --------------------------------------------------------------------------------------- | ------------ | --------------- |
| Кулініч Любов Петрівна      | Сільський голова, 1965 року народження, освіта середня спеціальна, позапартійна         | 26.03.2006   | 31.10.2010      |
| Кулініч Любов Петрівна      | Сільський голова, 1965 року народження, освіта середня спеціальна, член Партії регіонів | 31.10.2010   |                 |

Примітка: таблиця складена за даними сайту Верховної Ради України